# Ulica Ruska we Wrocławiu

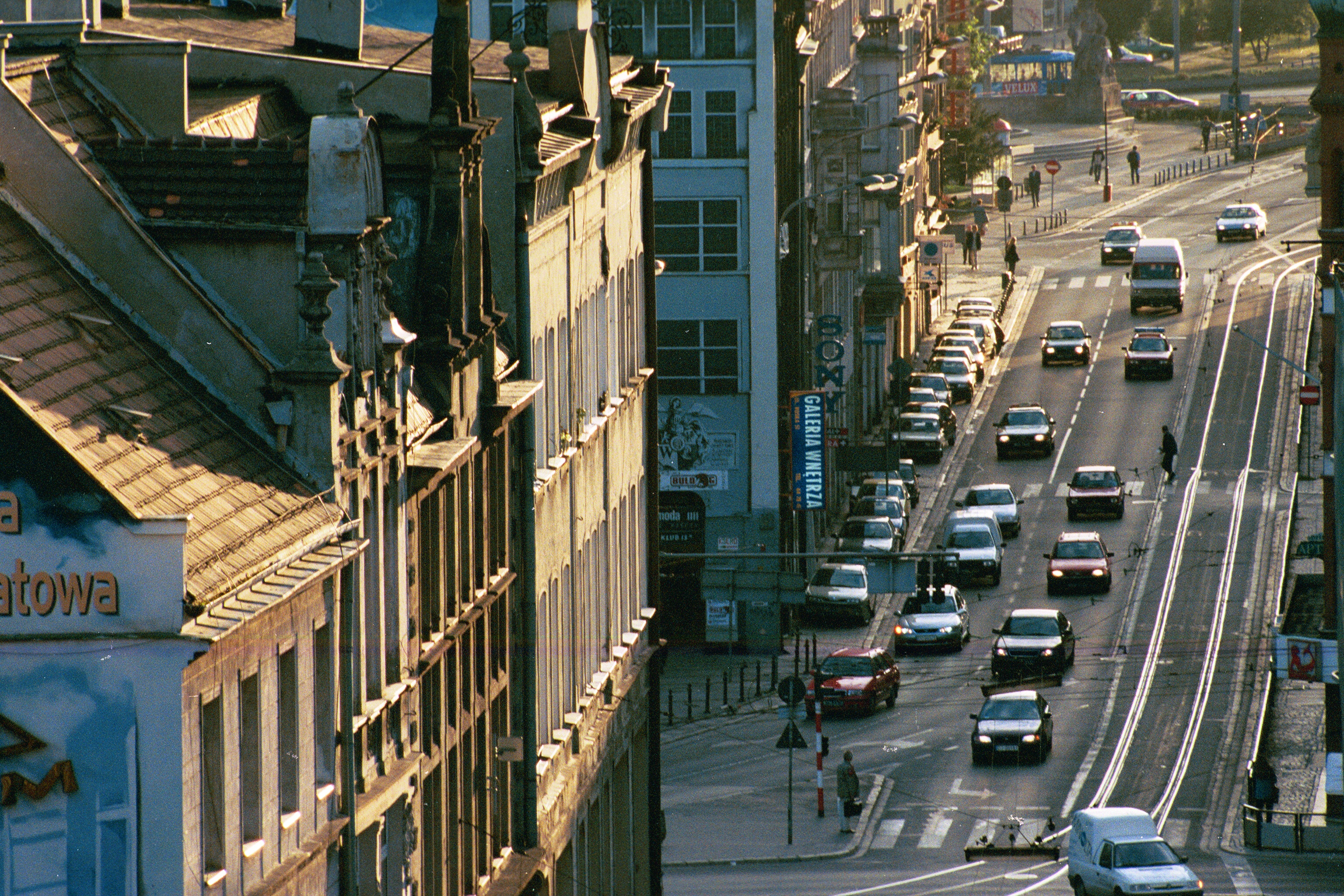
zdjęcie z tarasu budynku przy Placu Solnym na zachód, widoczny odcinek Ruskiej pomiędzy Podwalem (w oddali, z widocznym na tej ulicy tramwajem) a trasą W-Z (bliżej, z narożnym szyldem "Galeria Wnętrza")

Ulica Ruska – jedna z ulic wrocławskiego Starego Miasta, wychodząca z przylegającego do południowo-zachodniego narożnika wrocławskiego Rynku Placu Solnego na zachód, aż do Podwala, z którym krzyżuje się w miejscu, gdzie niegdyś stała Brama Mikołajska, główna brama miejska od strony zachodniej. Do tej samej  bramy dochodziła druga z głównych ulic tej części Starego Miasta, ulica św. Mikołaja, która zaczyna się w północno-zachodnim narożniku Rynku, przy kościele św. Elżbiety.
Ulica ma około pół kilometra i w połowie długości przecięta jest obecnie wytyczoną w latach 70. XX wieku (wzdłuż linii nieistniejącej już Czarnej Oławy pełniącej rolę średniowiecznej wewnętrznej fosy) trasą W-Z. W XIII wieku w tym miejscu ustawiona była Brama Ruska w linii umocnień wewnętrznych miasta. Bramę tę zlikwidowano, tak jak stojącą nieopodal w tej samej linii umocnień starą Bramą Mikołajską po tym, gdy w XIV wieku w linii fortyfikacji zewnętrznych (nad zachowaną do dziś Fosą Miejską) zbudowana została nowa Brama Mikołajska wspólna zarówno dla traktu Ruskiego, jak i Mikołajskiego.
Nazwa ulicy niemal nie uległa zmianie od średniowiecza (w 1345 odnotowana jako Rusyschin Gasse) i do 1945 nosiła nazwę Reusche Straße, potem krótko – ulicy Rosyjskiej.
Przed reformą sieci drogowej w 2000 roku ulica stanowiła część drogi krajowej nr 344, a następnie do czasu otwarcia nowego odcinka obwodnicy śródmiejskiej (ulice Klecińska i Na Ostatnim Groszu) była fragmentem miejskiego przebiegu drogi krajowej nr 94.
Do rejestru zabytków województwa dolnośląskiego wpisane są następujące budynki położone przy ul. Ruskiej:
- Kamienica Pod Trzema Murzynami z XVIII w., ul. Kiełbaśnicza 32 / Ruska 1[8]
- dom handlowy z 1901 r., ul. Ruska 3/4
- budynek biurowo-handlowy z początku XX w., ul. Ruska 6/7
- dom handlowy z 1907 r., ul. Ruska 11-12
- Kamienica Pod Błękitnym Kołem z 2. połowy XVIII w., ul. Ruska 18
- Kamienica Pod Błękitnymi Podkowami, dawny dom handlowy, ul. Ruska 32, 33, odpowiednio z 1820 i 1890 r.
- kamienica z XVIII w., ul. Ruska 39
- oficyna domu z 1905 r., ul. Ruska 47/48 a
- Kamienica Pod Złotym Słońcem z XVIII w., ul. Ruska 49
- dom handlowy z początku XX w. wraz z oficyną północno-zachodnią, ul. Ruska 51
- pasaż handlowy z 1903-1905 r., ul. Ruska 51 / św. Antoniego 151